# Rhinogobius lindbergi
Rhinogobius lindbergi är en fiskart som beskrevs av Berg, 1933. Rhinogobius lindbergi ingår i släktet Rhinogobius och familjen smörbultsfiskar. Inga underarter finns listade i Catalogue of Life.